# Дрюбек (Кальвадос)
Дрюбе́к (фр. Drubec) — коммуна во Франции, находится в регионе Нижняя Нормандия. Департамент коммуны — Кальвадос. Входит в состав кантона Пон-л’Эвек. Округ коммуны — Лизьё.
Код INSEE коммуны — 14230.

## Население
Население коммуны на 2010 год составляло 111 человек.
| 1962 | 1968 | 1975 | 1982 | 1990 | 1999 | 2010 |
| ---- | ---- | ---- | ---- | ---- | ---- | ---- |
| 114  | 109  | 84   | 85   | 95   | 112  | 111  |

## Экономика
В 2010 году среди 76 человек трудоспособного возраста (15—64 лет) 62 были экономически активными, 14 — неактивными (показатель активности — 81,6 %, в 1999 году было 84,2 %). Из 62 активных жителей работали 57 человек (30 мужчин и 27 женщин), безработных было 5 (2 мужчин и 3 женщины). Среди 14 неактивных 2 человека были учениками или студентами, 10 — пенсионерами, 2 были неактивными по другим причинам.